# Tobias Schmid

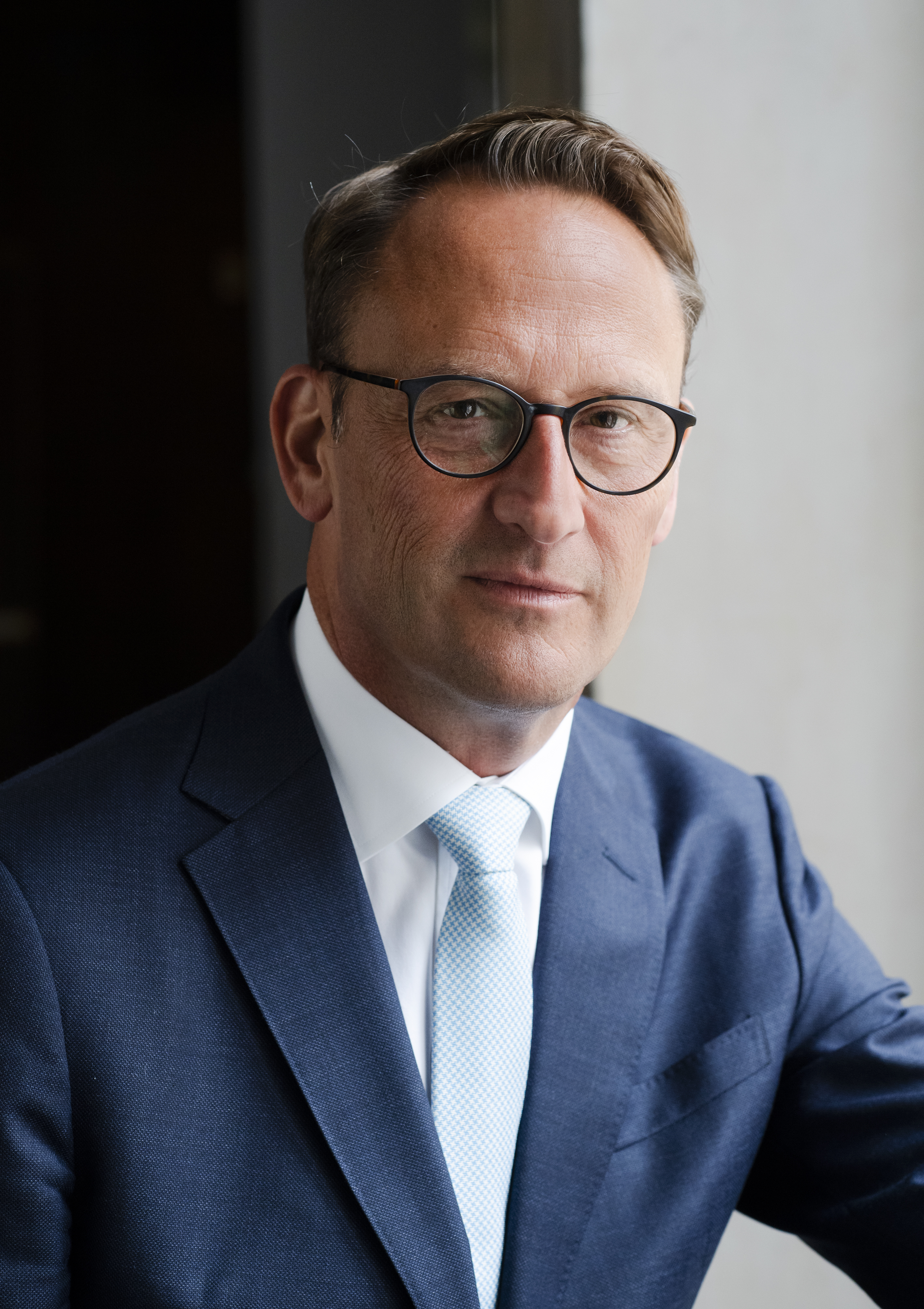
Tobias Schmid (2021)

Tobias Schmid (* 1. April 1970 in Freiburg im Breisgau) ist ein deutscher Jurist. Seit 2017 ist er Direktor der Landesanstalt für Medien NRW und Europabeauftragter der Direktorenkonferenz der Medienanstalten (DLM).

## Leben
Tobias Schmid studierte von 1990 bis 1995 Rechtswissenschaften an den Universitäten Heidelberg und Freiburg und promovierte im Jahr 1997. Von 1999 bis 2004 verantwortete er für die Home Shopping Europe AG als General Counsel die Bereiche Recht und Medienpolitik, Personal, interne Revision und Öffentlichkeitsarbeit. Von 2005 bis 2016 war er Bereichsleiter der Medienpolitik bei der Mediengruppe RTL Deutschland und von September 2010 bis Dezember 2016 als Executive Vice President Governmental Affairs bei der RTL Group beschäftigt. In der Zeit von November 2012 bis September 2016 war er außerdem Vorstandsvorsitzender im Verband Privater Rundfunk und Telemedien (VPRT/heute VAUNET).
Im Juni 2016 wurde Tobias Schmid von der Medienkommission der Landesanstalt für Medien NRW zu deren neuem Direktor gewählt. Seine Wiederwahl durch die Medienkommission erfolgte im April 2022. Die zweite Amtszeit des Direktors begann am 1. Januar 2023 und ist auf sechs Jahre angelegt. In dieser Funktion ist Schmid innerhalb der Arbeitsgemeinschaft der Landesmedienanstalten seit dem 1. Januar 2017 Mitglied der Kommission für Zulassung und Aufsicht (ZAK) und der Direktorenkonferenz der Landesmedienanstalten (DLM) sowie in deren Fachausschuss Regulierung. Zudem ist er stellvertretendes Mitglied in der Kommission für Jugendmedienschutz (KJM). Von der DLM wurde er darüber hinaus als Europabeauftragter bestimmt. Von Januar 2020 bis Dezember 2021 war er Vorsitzender der ERGA, turnusmäßig folge sein belgischer Kollege Karim Ibourki. Seit Januar 2024 leitet er die Arbeitsgruppe „EU regulation of digital services - implementation, enforcement and the role of audiovisual regulators“ der ERGA. Zudem ist er seit dem 1. April 2021 Mitglied im Fachausschuss für Kommunikation und Information der Deutschen UNESCO-Kommission und seit 2022 Vorsitzender des Bundesfachausschusses für Medien im Deutschen Musikrat.
Tobias Schmid ist verheiratet, Vater von zwei Kindern und lebt in Köln.

## Veröffentlichungen
- Demokratischer Kommunikationsraum. Freiheit und Schutz im Netz schließen sich nicht aus In: Politik & Kultur, Olaf Zimmermann und Theo Geißler, Juli 2019
- Antwort auf Zuckerberg: Machen wir! In: FAZ.net. 10. April 2019, abgerufen am 18. August 2022.
- Unrechtsbewusstsein im Netz. Was die Medienordnung schützen soll. In: epd Medien, Gemeinschaftswerk der Evangelischen Publizistik, Juli 2018
- Wir müssen das Unrechtsbewusstsein im Netz wiederbeleben. Rechtsdurchsetzung im Netz – wie wir unseren Werten auch online Geltung verschaffen (müssen!) In: promedia, Hannes Hofbauer, Dezember 2017